# 格拉西莫夫卡农村居民点
格拉西莫夫卡农村居民点（俄语：Герасимовское сельское поселение）是俄罗斯联邦别尔哥罗德州瓦卢伊基区所属的一个农村居民点。其下辖有3个居民点，行政中心为格拉西莫夫卡。据2016年统计，该农村居民点的人口为753人。